# Bertrana rufostriata
Bertrana rufostriata là một loài nhện trong họ Araneidae.
Loài này thuộc chi Bertrana. Bertrana rufostriata được Eugène Simon miêu tả năm 1893.